# Belgian journal of botany
Belgian journal of botany (abreviado Belg. J. Bot.) es una revista con ilustraciones y descripciones botánicas que es editada en Bruselas desde el año 1990 que comenzó con el número 123, con el nombre de Belgian Journal of Botany: Bulletin de la Société Royale de Botanique de Belgique. Fue precedida por Bulletin de la Société Botanique de Belgique.